# 天中殺
天中殺（てんちゅうさつ）とは、四柱推命と算命学内の論であり、干支において天が味方しない時とされている。算命学では天中殺といい、四柱推命では空亡（くうぼう）ということが多い。

## 概要
六十干支は6種類の天中殺（旬）にそれぞれ分類される。十干と十二支を甲子・甲戌・甲申・甲午・甲辰・甲寅から10個ずつ組み合わせていくと、十干と組み合わない十二支が2つ残る。この2つがそれぞれの天中殺の十二支となる。甲子から癸酉までの10個の干支（甲子旬）では、戌・亥の2つの十二支は組み合う干を持たなく、戌・亥は甲子旬における空亡となり「戌亥天中殺」となる。同様に、甲戌日から癸未日生まれの人（甲戌旬）にとっては申・酉が組み合う干を持たないため、申・酉が空亡となり「申酉天中殺」となる。
元々は干支を使った占い（四柱推命など）における用語で「空亡」と言っていた。「亡空」（ぼうくう）と言われることはほとんどないが「空亡」「亡空」の間に両方の言い方があった。これを占いに用いる説の出処・由来は明確ではないが、中国清代に沈考贍が記した四柱推命の書物『子平真詮』は空亡を否定していることから、それ以前より存在していたと推測される。その後、日本では高尾義政が高尾流算命学を創始した際、空亡を「天中殺」と言い換えた。高尾義政の弟子 神煕玲は更に文字を変え「天冲殺」とした。
算命学における天中殺・四柱推命のおける空亡、共に地支・その時間帯の出し方は同じであるが、応用が異なる。算命学においては「限定されない気で、無限の気であり、物事は意に反して動く気」とされており、四柱推命においては「あってなきが如し」とされている。
1979年、易者 和泉宗章がテレビ番組『11PM』において天中殺に基づき、長嶋茂雄率いる読売ジャイアンツは日本一になれないと予言した。それがきっかけとなり、和泉の著書『天中殺入門』など2冊が合計で300万部以上のベストセラーになり、日本において天中殺ブームが到来する。しかし1980年に占いを外したことから和泉は易学の世界から身を引き、話題となった。
| 番号 | 種類                     | 該当干支                                                             | 算命学における所属位置 | 天中殺月                                                            | 天中殺時刻   | 天中殺方角     |
| ---- | ------------------------ | -------------------------------------------------------------------- | ---------------------- | ------------------------------------------------------------------- | ------------ | -------------- |
| 1    | 戌亥（いぬい）天中殺     | 甲子旬（甲子・乙丑・丙寅・丁卯・戊辰・己巳・庚午・辛未・壬申・癸酉） | 中央・東南・天         | 戌月（新暦10月上旬-新暦11月上旬） 亥月（新暦11月上旬-新暦12月上旬） | 19:00- 22:59 | 西北西・北北西 |
| 2    | 申酉（さるとり）天中殺   | 甲戌旬（甲戌・乙亥・丙子・丁丑・戊寅・己卯・庚辰・辛巳・壬午・癸未） | 東                     | 申月（新暦8月上旬-新暦9月上旬） 酉月（新暦9月上旬-新暦10月上旬）    | 15:00- 18:59 | 西南西・西     |
| 3    | 午未（うまひつじ）天中殺 | 甲申旬（甲申・乙酉・丙戌・丁亥・戊子・己丑・庚寅・辛卯・壬辰・癸巳） | 北                     | 午月（新暦6月上旬-新暦7月上旬） 未月（新暦7月上旬-新暦8月上旬）     | 11:00- 14:59 | 南・南南西     |
| 4    | 辰巳（たつみ）天中殺     | 甲午旬（甲午・乙未・丙申・丁酉・戊戌・己亥・庚子・辛丑・壬寅・癸卯） | 中央・西北・地         | 辰月（新暦4月上旬-新暦5月上旬） 巳月（新暦5月上旬-新暦6月上旬）     | 7:00- 10:59  | 東南東・南南東 |
| 5    | 寅卯（とらう）天中殺     | 甲辰旬（甲辰・乙巳・丙午・丁未・戊申・己酉・庚戌・辛亥・壬子・癸丑） | 西                     | 寅月（新暦2月上旬-新暦3月上旬） 卯月（新暦3月上旬-新暦4月上旬）     | 3:00- 6:59   | 東北東・東     |
| 6    | 子丑（ねうし）天中殺     | 甲寅旬（甲寅・乙卯・丙辰・丁巳・戊午・己未・庚申・辛酉・壬戌・癸亥） | 南                     | 子月（新暦12月上旬-新暦1月上旬） 丑月（新暦1月上旬-新暦2月上旬）    | 23:00- 2:59  | 北・北北東     |

## 天中殺の概説

### 生日から見て生年月日時に天中殺のない人
生年はその父祖・目上との関係・出身階級を象徴する。
生月はその人の基本的性質・兄弟同年代との関係・各天干の強弱を象徴し、古来月支原命といい、何月生まれかは用神を決める上の基本である。
生時はその晩年の姿・子女を象徴する。
天中殺は本人の原局にない地支であり、多くは本人の有する地支を破壊する結果になる。機能している用神を冲衝するため、突然の環境の変化を誘引する。六星占術における大殺界である。天中殺がない人は四柱の各機能が全開するため性格が明朗で理解しやすい。しかし天中殺時に運勢が変化しやすく、時に極端な状況に陥る。偏った五行が命式の均衡を崩している場合は逆に天中殺が必要である場合もある。

### 生日から見て生年月日時に天中殺のある人
生年が天中殺の場合
生年は本人の出身階級・目上・父祖を象徴する。地支が空亡すると天干もその作用がなくなるため「いるにはいるが、当てになってならない」状況となる。年干が偏財・年支が空亡地支の場合「父がいるが、その恩をどこか受けにくい」結果となる。六星占術では生日から見て生年に天中殺・空亡のある人を霊合星人としている。六星占術において霊合星人が出世しにくく通常の過程で発達しにくいというのは「目上が当てになってならない」ということを表している。
生月が天中殺の場合
生月は本人の基本性質を決定する最重要要素であり、本人の仲間を象徴する。生日と生月との関係は自分自身の強弱を表し、年干支・日支が何月生まれかで強弱が決まる。生月の空亡はこれが当てにならないとなるため、同世代の人・兄弟と疎遠になりやすいが、生月は季節を表すために空亡の作用はないとする意見もある。
生時が天中殺の場合
生時は晩年の状態・子女との関係を象徴する。朝・夜どちらに生まれたかを示すため、生月同様に気温の高低・季節を表す。生月に難点があっても生時が補う場合もある。生時が空亡になると子女と疎遠になる・当てになってならない状況が起こりやすい。

### 生年から見て生日に天中殺のある人
生年干から見て生日支が天中殺に当たる場合、父祖目上から本人が異質と見做され理解されにくい。生日は本人と配偶者の場所でもあり、結婚に関して親から反対されたり問題が起きることがある。

### 天中殺の解消法
天中殺に当たる地支が生年月日時にある時、以下の流年・大運で解消する。「当てになってならない」人が「当てになる」時が来る。この時は地支の空亡が解消され、更に地支の上にある天干の空亡も解消する。
- 地支が沖撃される（例：空亡支酉→卯年・卯大運）。
- 地支が方合専気を迎える（例：空亡支酉→申・戌が大運か流年で共に揃うなど）。
- 地支が全会する（例：空亡支酉→丑・巳が大運・流年で共に揃うなど）。

### 天中殺の解消における注意
生年月日時に天中殺に当たる地支があり、その地支を冲動する後天運が回る時、天中殺が解消される場合は四柱推命であり、算命学ではその天中殺の気を増幅すると考える。算命学では天中殺は積極的現象においてその天中殺の気が増幅されると考えるため、冲動が回る時に天中殺の気は積極的になる。そのため天中殺は解消されない。この事は四柱推命の理論による行動は危険ということになる。